# David Joris
David Joris, o Jan Jorisz o anche Jan Joriszoon (in latino Ioannes Davidus Georgius; Fiandre, 1501 o 1502 – Basilea, 25 agosto 1556), è stato un teologo fiammingo, esponente di rilievo del movimento anabattista.

## Biografia
Non sono conosciuti con sicurezza i dati riguardanti la nascita di Joris. Si ritiene sia nato a Gent o a Bruges, nel 1501 o nel 1502. Pittore su vetro di professione, nel 1524 Joris si stabilì a Delft (attualmente nei Paesi Bassi). Fu coinvolto nelle controversie del periodo successivo alla Riforma, avvicinandosi al Luteranesimo con atteggiamenti e scritti molto polemici verso la Chiesa cattolica romana. Nel 1528, a Delft, nel giorno dell'Ascensione, insultò i partecipanti alla processione eucaristica e fu condannato dalla corte dell'Aia a una multa, a essere frustato sulla lingua e ad essere bandito per tre anni da Delft.
In seguito Joris si avvicinò all'Anabattismo, un movimento privo di clero che sosteneva la necessità di impartire il battesimo in età adulta ed era diviso fra elementi moderati non violenti ed elementi estremisti. Joris fu battezzato nuovamente nel settembre 1534 a Delft da Obbe Philips, un leader anabattista moderato, assumendo nell'occasione il nome del biblico Davide. Joris si comportò come un profeta, dichiarando di aver avuto visioni mistiche, e presentandosi come il "terzo Davide", dopo il re biblico e Cristo discendente di Davide. Ebbe origine un movimento detto "Davidismo" o "Jorismo" che riconosceva in Joris il profeta che avrebbe completato il processo della salvezza. Nel 1542 scrisse anche un Wonderboeck (Libro dei prodigi). Egli considerava il diavolo come solo un'allegoria.
Dopo i tragici eventi di Münster del 1534-35, Joris cercò di riorganizzare gli anabattisti, screditati e perseguitati, ma non ebbe successo per l'opposizione di Menno Simons a causa dei suoi atteggiamenti apocalittici. Perseguitato anche dagli stessi anabattisti, nel 1544 fuggì da Delft, dove 32 suoi seguaci tra cui la stessa madre erano stati giustiziati, e si trasferì a Basilea con un numeroso seguito, facendosi passare per Jan van Brügge un calvinista perseguitato. Visse oscuramente in Svizzera per altri 12 anni, mantenendo tuttavia contatti con religiosi tolleranti come Sebastiano Castellione e Celio Secondo Curione; deceduto il 25 agosto 1556, fu seppellito nella chiesa di San Leonardo a Basilea.
Tre anni dopo, il genero Nicolas van Blesdijk confessò quale fosse stata la vera identità di Jan van Brügge. Il cadavere di David Joris venne dunque riesumato, sottoposto a un macabro processo per eresia da parte dei calvinisti e infine arso pubblicamente il 13 maggio 1559.